# Sam Gaviglio
Samuel Joseph Gaviglio (né le 22 mai 1990 à Ashland, Oregon, États-Unis) est un lanceur droitier des Dodgers de Los Angeles de la Ligue majeure de baseball.

## Carrière
Sam Gaviglio est repêché par les Rays de Tampa Bay au 40e tour de sélection en 2008 mais il ignore l'offre, quitte son école secondaire d'Ashland en Oregon et rejoint les Beavers de l'université d'État de l'Oregon. Il signe son premier contrat professionnel avec les Cardinals de Saint-Louis, qui le choisissent au 5e tour de sélection du repêchage de 2011. 
Joueur de ligues mineures avec des clubs affiliés aux Cardinals de 2011 à 2014, Gaviglio est le 20 novembre 2014 échangé par Saint-Louis aux Mariners de Seattle contre Ty Kelly, un joueur de champ intérieur.
Un lanceur partant dans les ligues mineures, Gaviglio fait ses débuts dans le baseball majeur comme lanceur de relève pour Seattle le 11 mai 2017.